# Torneo Clausura 2013 (Honduras)
El Torneo de Clausura 2012-13 de Honduras fue el campeonato de la Liga Nacional de Fútbol de Honduras que definió al campeón del Torneo Clausura 2012-13, equipo que obtuvo un cupo para la Concacaf Liga Campeones 2013-14.
El campeonato se jugó mediante el sistema todos contra todos. Los primeros 6 equipos en la tabla clasificarán a la Liguilla. En este torneo hubo descensos, el  descendido fue el Atlético Choloma.

## Información de los equipos
En el torneo participarán 10 equipos, Olimpia defenderá su título y a su vez buscará ser Tetracampeón nacional, Victoria actual subcampeón buscará igualar la actuación del pasado torneo. Por otra parte los grandes (Marathón, Motagua, Real España) buscarán coronarse tras un año y medio de sequía para las Águilas, dos años para la Máquina y 3 años para el Monstruo.

### Información
| Equipos Participantes |                     |                      |                     |                          |        |         |
| Equipo                | Ciudad              | Entrenador           | Capitán             | Estadio                  | Aforo  | Marca   |
| Atlético Choloma      | Choloma             | Edwin Pavón          | Oscar Torlacoff     | Rubén Deras              | 5,000  | Joma    |
| Deportes Savio        | Santa Rosa de Copán | Emilio Umanzor       | Marco Antonio Mejía | Sergio Reyes             | 5,000  | Tribe   |
| Marathón              | San Pedro Sula      | Carlos Martínez      | Mario Berrios       | Yankel Rosenthal         | 15,000 | Joma    |
| Motagua               | Tegucigalpa         | Reynaldo Clavasquín  | Amado Guevara       | Nacional                 | 35,040 | Joma    |
| Olimpia               | Tegucigalpa         | Danilo Tosello       | Fabio de Souza      | Nacional                 | 35,040 | Puma    |
| Platense FC           | Puerto Cortés       | Hernan García        | Rony Morales        | Excelsior                | 12,000 | Kaiser  |
| Real España           | San Pedro Sula      | José Treviño         | Julio Rodríguez     | Francisco Morazán        | 20,000 | Lotto   |
| Real Sociedad         | Tocoa               | Jairo Ríos           | Julio Cesar de León | Francisco Martínez Durón | 3,000  | Patrick |
| Victoria              | La Ceiba            | Héctor Vargas        | Mauricio Copete     | Ceibeño                  | 25,055 | Patrick |
| Vida                  | La Ceiba            | Jorge Ernesto Pineda | Jorge Lozano        | Ceibeño                  | 25,055 | Puma    |

### Equipos por región
| Departamento      | N.º | Equipos                                               |
| ----------------- | --- | ----------------------------------------------------- |
| Cortés            | 4   | Atlético Choloma, Marathon, Platense FC y Real España |
| Atlántida         | 2   | Victoria y Vida                                       |
| Francisco Morazán | 2   | Motagua y Olimpia                                     |
| Copán             | 1   | Deportes Savio                                        |
| Colón             | 1   | Real Sociedad                                         |

### Uniformes
| Uniformes |                  |                |          |         |         |             |             |               |          |      |
| Uniforme  | Atlético Choloma | Deportes Savio | Marathón | Motagua | Olimpia | Platense FC | Real España | Real Sociedad | Victoria | Vida |
| Local     |                  |                |          |         |         |             |             |               |          |      |
| Visita    |                  |                |          |         |         |             |             |               |          |      |

## Clasificación de equipos
|  |     | Equipos de fútbol |  | PJ | G | E | P | GF | GC | Dif | Pts |
|  | --- | ----------------- |  | -- | - | - | - | -- | -- | --- | --- |
|  | 1.  | Real Sociedad     |  | 4  | 2 | 2 | 0 | 6  | 2  | 0   | 8   |
|  | 2.  | Victoria          |  | 4  | 2 | 2 | 0 | 3  | 0  | 0   | 8   |
|  | 3.  | Marathón          |  | 4  | 2 | 1 | 1 | 6  | 4  | 0   | 7   |
|  | 4.  | Platense          |  | 4  | 2 | 2 | 0 | 4  | 4  | 0   | 7   |
|  | 5.  | Olimpia           |  | 4  | 2 | 0 | 2 | 5  | 4  | 0   | 6   |
|  | 6.  | Real España       |  | 4  | 1 | 3 | 0 | 4  | 3  | 0   | 6   |
|  | 7.  | Motagua           |  | 4  | 1 | 1 | 2 | 5  | 4  | 0   | 4   |
|  | 8.  | Deportes Savio    |  | 4  | 1 | 1 | 2 | 3  | 4  | 0   | 4   |
|  | 9.  | Atlético Choloma  |  | 4  | 0 | 2 | 2 | 4  | 7  | 0   | 2   |
|  | 10. | Vida              |  | 4  | 0 | 1 | 3 | 0  | 8  | 0   | 1   |

Fuente: 
Pts = Puntos; PJ = Partidos jugados; G = Partidos ganados; E = Partidos empatados; P = Partidos perdidos; GF = Goles anotados; GC = Goles recibidos; Dif = Diferencia de goles
|  | Clasificado directo a Semifinales            |
|  | Clasificado a la Liguilla final (Repechajes) |
|  | Último Lugar                                 |

### Evolución de la clasificación
| Marathon         | 1  |  |
| Olimpia          | 2  |  |
| Real Sociedad    | 3  |  |
| Real España      | 4  |  |
| Atlético Choloma | 5  |  |
| Victoria         | 6  |  |
| Deportes Savio   | 7  |  |
| Motagua          | 8  |  |
| Vida             | 9  |  |
| Platense FC      | 10 |  |

## Jornadas (Hasta la Fecha)
| Marathon         | 3-0 | Platense FC   | Yankel Rosenthal    | 19 de enero | 3:00 PM. | Canal 11.     |
| Deportes Savio   | 0-0 | Victoria      | Sergio Reyes        | 19 de enero | 6:00 PM. | DTV.          |
| Atlético Choloma | 2-2 | Real España   | Rubén Deras         | 19 de enero | 7:00 PM. | Canal 11.     |
| Motagua          | 0-1 | Real Sociedad | Fausto Flores Lagos | 20 de enero | 3:00 PM. | Canal 5(TVC). |
| Vida             | 0-2 | Olimpia       | Ceibeño             | 20 de enero | 3:00 PM. | Canal 11.     |

## Tabla de Goleo Individual
Anexo: Goleadores Clausura 2013 (Honduras)

Simbología:

: Goles Anotados.

| Jugador                 | Equipo           | Anotado |
| ----------------------- | ---------------- | ------- |
| Marco Tulio Vega        | Marathon         | 2       |
| Claudio Nicolás Cardozo | Real España      | 2       |
| Randy Diamond           | Marathon         | 1       |
| Roy Posas               | Atlético Choloma | 1       |
| Leonardo Isaula         | Atlético Choloma | 1       |
| Ramiro Bruschi          | Olimpia          | 1       |
| Wilson Güity            | Real Sociedad    | 1       |
| Amado Guevara           | Motagua          | 1       |